# Robert Krauß
Pour les articles homonymes, voir Krauss.
Le titre de cet article contient le caractère allemand ß. S'il n'est pas disponible ou n'est pas souhaité, le nom peut être représenté comme Krauss.
Robert Krauß, né à Bayreuth le 20 mars 1894 et mort à Lindau am Bodensee le 20 février 1953, est un Generalmajor allemand de la Luftwaffe pendant la Seconde Guerre mondiale.

## Biographie

### Première Guerre mondiale
Krauß entre dans l'armée de réserve comme volontaire dans le bataillon de réserve du 1er régiment d'artillerie de campagne (de) de l'armée bavaroise le 16 août 1914, puis à partir du 21 octobre 1914 dans le 1er Régiment de chasseurs bavarois. Il devient chef de groupe et de section dans le 1er Bataillon de réserve de chasseurs bavarois du 27 septembre 1915 ou 3 décembre 1917.
Du 22 janvier au 20 juin 1918, il suit une formation à l'école de l'air bavaroise et est ensuite détaché au Parc d'aviation de l'armée jusqu'au 29 août 1918. Il termine la guerre comme pilote au Bataillon de l'air, Fliegerabteilung Artillerie 293 (FA A 293), et quitte l'armée le 6 février 1919.

### Entre-deux-guerres
Du 13 mars 1920 au 16 juillet 1921, il se porte volontaire dans le Bataillon d'infanterie Prenzlau du 5e régiment (prussien) d'infanterie.
En 1922, il est diplômé en Ingénierie. Le 1er avril 1935, il entre dans la récente Luftwaffe. Il est ensuite détaché à partir du 1er juin 1935, au groupe d'aviation de Göppingen. Du 1er août 1935 au 30 septembre 1936, il est commandant des services d'entrainement de vol de Halberstadt, ainsi que de sa base aérienne. Puis, il entre dans l'école de bombardiers à Faßberg du 1er octobre au 31 décembre 1936.

### Seconde Guerre mondiale
Du 1er janvier au 30 septembre 1937, il est capitaine d'escadron du Kampfgeschwader 157 puis commandant du III./Kampfgeschwader 257 jusqu'au 31 décembre 1937, puis commandant du IV./Kampfgeschwader 152 jusqu'au 31 octobre 1939. Dans le même temps du 1er avril 1938 au 31 octobre 1939, il est responsable de la base aérienne de Kolberg. Il occupe du 1er novembre 1939 au 30 septembre 1940, divers fonction au Reichsluftfahrtministerium (RLM).
Du 1er octobre 1940 au 30 avril 1941, Il commande l' école de bombardiers lourds no 3 à Varsovie ainsi que sa base aérienne. Puis, on le retrouve au commandement de l'École de bombardiers no 1 et du Kampfgeschwader 101 jusqu'au 31 octobre 1944, date de la dissolution de l'unité.
Il est ensuite affecté comme commandant des services de commandement de la Luftwaffe à Hambourg du 1er novembre 1944 au 31 janvier 1945. Pendant les dernières périodes de la guerre, il est dans les services de commandement de la Région aérienne de Wiesbaden, puis de Munich.
À la reddition de l'Allemagne nazie le 8 mai 1945, il est fait prisonnier de guerre jusqu'en juin 1947, date de sa libération.

## Promotions
- Gefreiter: 10 février 1915
- Oberjäger: 1er avril 1915
- Vizefeldwebel: 8 avril 1915
- Offiziers-Stellvertreter: 15 mai 1916
- Leutnant der Reserve: 2 juin 1916
- Charakter als Oberleutnant der Reserve: 16 juillet 1921
- Major: 1er avril 1935
- Oberstleutnant: 1er août 1937
- Oberst: 1er février 1940
- Generalmajor: 1er août 1943